# Burg Radstadt

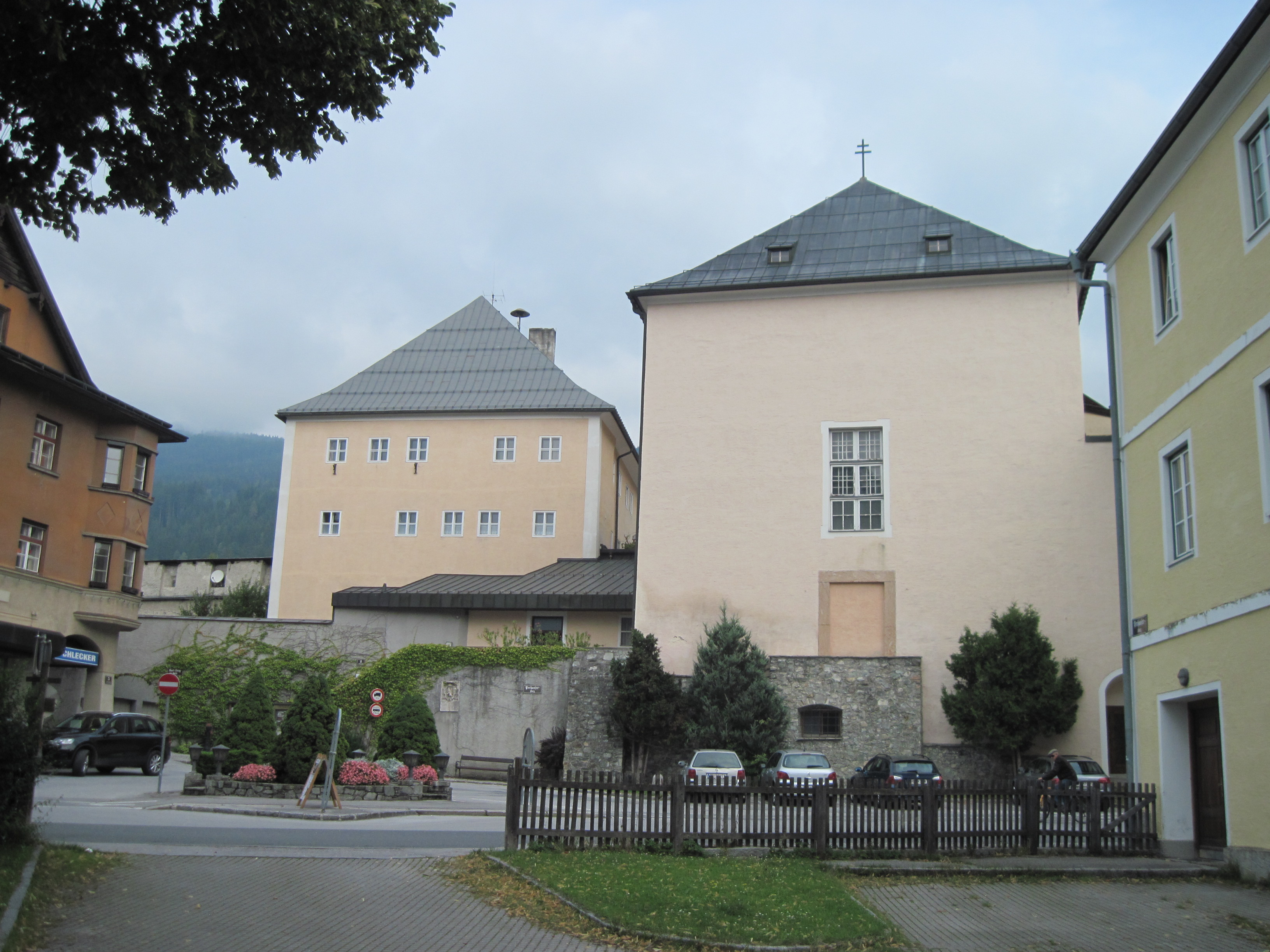
Ehemalige Burg Radstadt, Klosterkirche Radtstadt

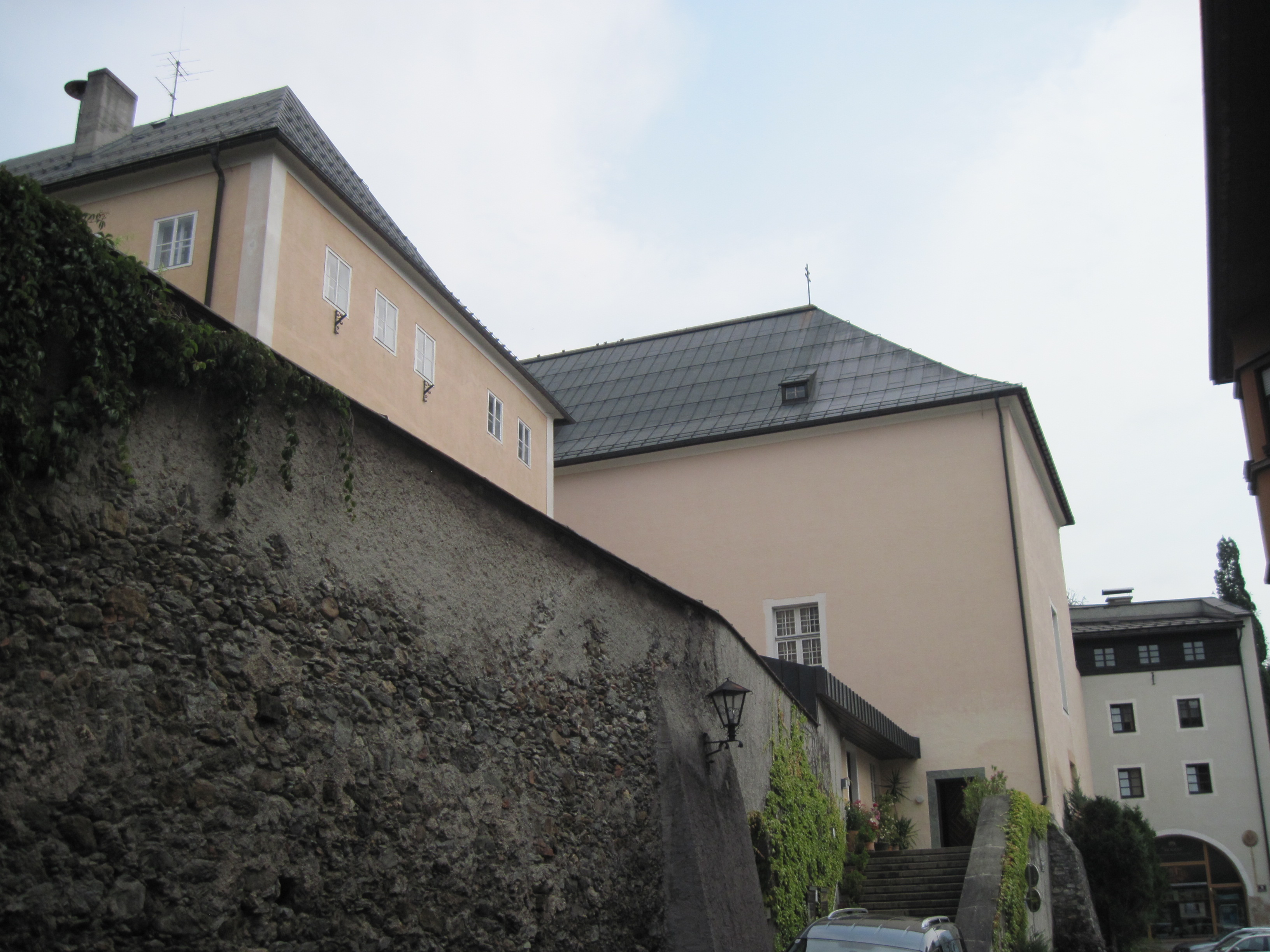
Ehemalige Burg Radstadt, heute Pfarrhof

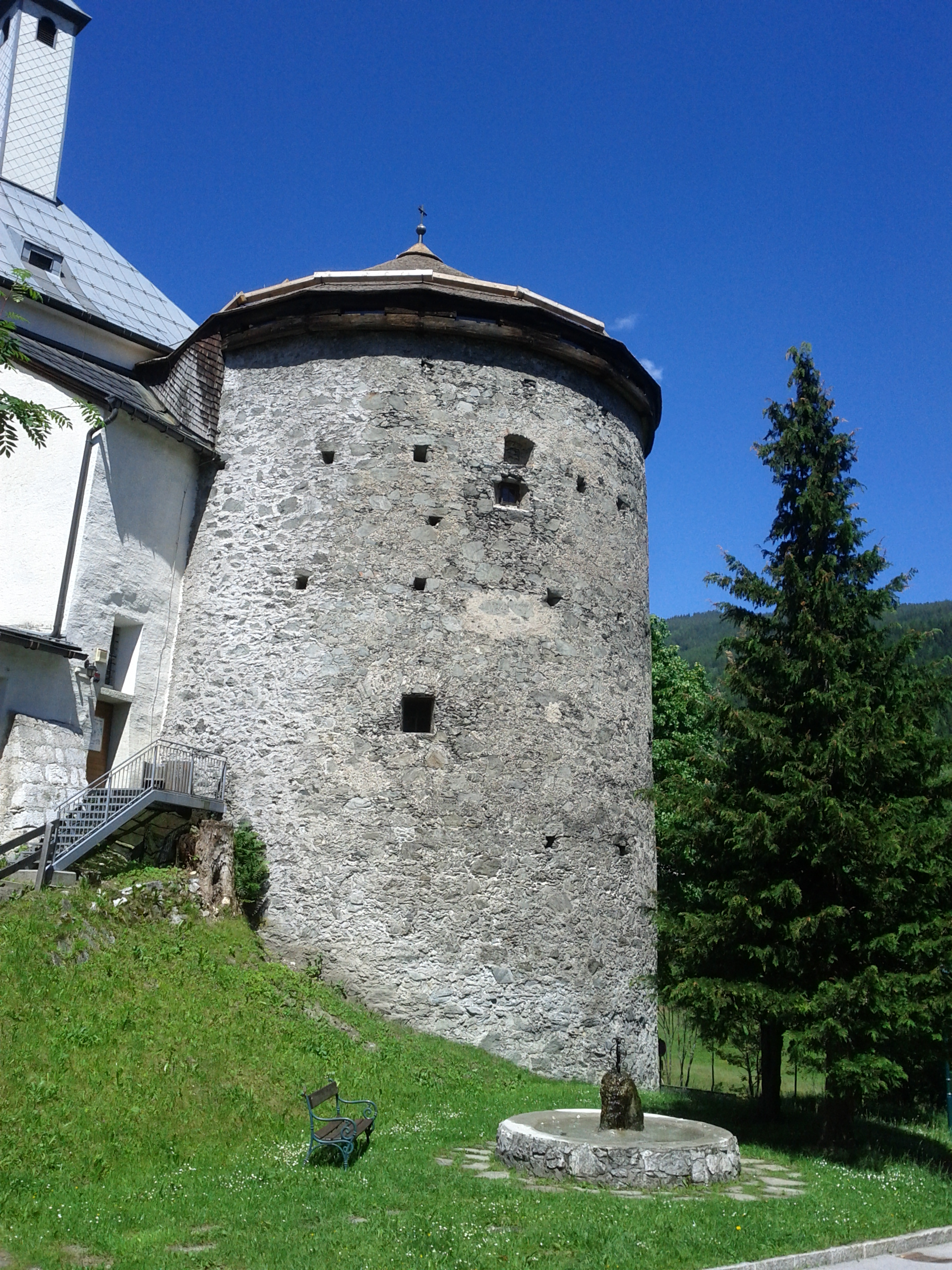
Kapuzinerturm

Die abgekommene Burg Radstadt (vormals auch Kapuzinerkloster, heute Pfarrhof) liegt in der Stadt Radstadt im Pongau von Salzburg (Prehauserplatz 1).

## Geschichte
Die landesfürstliche Burg stand an der nordöstlichen Ecke des mittelalterlichen Radstadts. Sie war Sitz des fürsterzbischöflichen Pflegers, der zugleich Land- und Stadtrichter war.
Die Burg wird erstmals 1401 erwähnt; ob sie etwas mit den im 12. Jahrhundert bezeugten Herren von Radstadt zu tun hat, kann nicht geklärt werden. In einem Stockurbar von 1604 wird die Burg als baufällig bezeichnet („in der Stadt Radstadt ein alts Schloß so aber gar paufellig zum Thail eingefallen und derzeit nit zue bewohnen“).
Dieses Gebäude kam 1629 durch die Schenkung des Erzbischofs Paris von Lodron an den Kapuzinerorden. Von hier aus sollten die Kapuziner im Zuge der Gegenreformation die Rekatholisierung des salzburgischen Ennstales durchführen. Die Burg wurde zu einem Kloster mit einer hohen Saalkirche umgebaut, für letztere wurde am 7. August 1633 der Grundstein gelegt. Die Kirche wurde am 6. August 1634 von Johann Christoph von Liechtenstein-Kastelkorn, Bischof von Chiemsee und Weihbischof von Salzburg, zu Ehren Maria Hilf eingeweiht.
1748 wurde die Kirche nach Norden erweitert, dabei wurde ein Turm der ehemaligen Burg abgetragen. Am 20. Juli 1748 konsekrierte Erzbischof Andreas Jakob von Dietrichstein die erweiterte Kirche. Von 1782 bis 1833 gehörte das Kloster zur Kustodie unter dem Titel des hl. Rupert. Im Zuge der Säkularisation ging 1816 das Eigentum des Klosters an den österreichischen Staat über. 1865 blieb das Kloster vom Großbrand in Radstadt verschont. In der NS-Zeit wurde das Kloster der Nordtiroler Provinz 1939 aufgehoben. 1945 wurde es teilweise und 1964 wieder ganz zurückgestellt. Das Eigentum am Kloster wurde mit dem Schenkungsvertrag vom 25. Dezember 1972 von der Republik Österreich auf die Österreichische Provinz des Kapuzinerordens mit Provinzialat in Innsbruck übertragen. Das Kloster wurde 1978 aufgehoben und am 15. Juli 1978 wurde der Besitz der Stadtpfarre Radstadt übereignet. 1978 bis 1980 folgte Umbau des Klosters zu einem Pfarrzentrum. Seitdem ist in dessen Räumlichkeiten der örtliche Pfarrhof untergebracht. 1983/84 erfolgte die Renovierung der Kirche.
Die Inkunabeln sowie Drucke des 16. Jahrhunderts des Klosters wurden in das Kapuzinerkloster Salzburg verlagert. Von dort sind sie 1987 als Leihgabe an die Bibliothek des Landesarchivs Salzburg gekommen.